# Cuba en los Juegos Olímpicos de Sídney 2000
Cuba estuvo representada en los Juegos Olímpicos de Sídney 2000 por un total de 229 deportistas, 147 hombres y 82 mujeres, que compitieron en 24 deportes.
El portador de la bandera en la ceremonia de apertura fue el boxeador Félix Savón.

## Medallistas
El equipo olímpico cubano obtuvo las siguientes medallas:
| Nombre                                                       | Deporte            | Competición         |
| ------------------------------------------------------------ | ------------------ | ------------------- |
| Oro                                                          |                    |                     |
| Anier García                                                 | Atletismo          | 110 m vallas M      |
| Iván Pedroso                                                 | Atletismo          | Salto de longitud M |
| Guillermo Rigondeaux                                         | Boxeo              | 54 kg M             |
| Mario Kindelán                                               | Boxeo              | 60 kg M             |
| Jorge Gutiérrez                                              | Boxeo              | 75 kg M             |
| Félix Savón                                                  | Boxeo              | 91 kg M             |
| Filiberto Azcuy                                              | Lucha grecorromana | 69 kg M             |
| Ángel Matos                                                  | Taekwondo          | –80 kg M            |
| Equipo                                                       | Voleibol           | Torneo F            |
| Legna Verdecia                                               | Judo               | –52 kg F            |
| Sibelis Veranes                                              | Judo               | –70 kg F            |
| Plata                                                        |                    |                     |
| Yoel García                                                  | Atletismo          | Triple salto M      |
| Javier Sotomayor                                             | Atletismo          | Salto de altura M   |
| Equipo                                                       | Béisbol            | Torneo M            |
| Lázaro Rivas                                                 | Lucha grecorromana | 54 kg M             |
| Juan Luis Marén                                              | Lucha grecorromana | 63 kg M             |
| Yoel Romero                                                  | Lucha libre        | 85 kg M             |
| Ledis Balceiro                                               | Piragüismo         | C1 1000 m M         |
| Leobaldo Pereira Ibrahim Rojas                               | Piragüismo         | C2 1000 m M         |
| Urbia Meléndez                                               | Taekwondo          | –49 kg F            |
| Daima Beltrán                                                | Judo               | +78 kg F            |
| Driulis González                                             | Judo               | –57 kg F            |
| Bronce                                                       |                    |                     |
| Osleidys Menéndez                                            | Atletismo          | Jabalina F          |
| Luis Pérez-Rionda Iván García Freddy Mayola José Ángel César | Atletismo          | 4 × 100 m M         |
| Maikro Romero                                                | Boxeo              | 48 kg M             |
| Diógenes Luna                                                | Boxeo              | 63,5 kg M           |
| Carlos Pedroso Iván Trevejo Nelson Loyola                    | Esgrima            | Espada por eqs. M   |
| Alexis Rodríguez                                             | Lucha libre        | 130 kg M            |
| Manolo Poulot                                                | Judo               | –60 kg M            |